# Ion Rațiu
Ion Rațiu, nome completo Ion Augustin Nicolae Rațiu, in alcuni articoli chiamato anche Ion Iancu Rațiu, con "Iancu", nomignolo utilizzato dai suoi cari. Sull'iscrizione della sua tomba al cimitero di Turda è chiamato Ion Iancu Rațiu (Turda, 6 giugno 1917 – Londra, 17 gennaio 2000) è stato un politico, imprenditore e scrittore rumeno.
Rappresentante diplomatico rumeno nel Regno Unito, vi rimase in esilio per 50 anni tra il 1940 e il 1990.
Influente uomo d'affari, fu uno dei più eminenti oppositori ai totalitarismi che avevano preso il potere in Romania e, tramite pubblicazioni, fondazioni ed associazioni, dall'estero supportò la causa della liberaldemocrazia nel paese natio.
Dopo la rivoluzione romena del 1989 fece ritorno in patria e, nel 1990, fu il candidato alla presidenza per il Partito Nazionale Contadino Cristiano Democratico.

## Famiglia e formazione
Ion Rațiu discendeva dalla nobile famiglia Rațiu di Nagylak (Noșlac) di Turda in Transilvania, la cui origine fu attestata già agli inizi del XIV secolo e la cui autorità nobiliare fu ulteriormente riconosciuta nel 1625 dal principe Gabriel Bethlen.
Era figlio dell'avvocato Augustin Rațiu di Turda e nipote di Nicolae Rațiu, decano della chiesa Chiesa greco-cattolica rumena a Turda. La madre, Eugenia Turcu, era nipote dello scrittore Ion Codru-Drăgușanu.
Ion Rațiu frequentò le scuole a Turda e Cluj, conseguendo successivamente la laurea in legge all'Università Babeș-Bolyai di Cluj nel 1938. Sotto l'esercito frequentò la scuola di ufficiali di riserva di Craiova.
Nel gennaio 1940, su consiglio dello zio, l'ambasciatore a Londra Viorel Tilea, fece domanda per lavorare nel Ministero degli esteri e, il 13 aprile dello stesso anno, fu trasferito alla cancelleria consolare dell'ambasciata rumena a Londra.
Nel settembre 1940, all'abdicazione del re Carlo II di Romania e con l'instaurazione dello Stato Nazionale Legionario con la presa del potere da parte del gruppo fascista della Guardia di Ferro e del generale Ion Antonescu, Rațiu presentò le proprie dimissioni e chiese asilo politico al Regno Unito. Rimasto in Inghilterra ottenne una borsa di studio e, nel 1943, conseguì il titolo di dottore in economia al King's College dell'Università di Cambridge.

## Esilio nel Regno Unito (1940-1990)
In questo periodo iniziarono i suoi anni di attività imprenditoriale nel campo dei trasporti e della logistica internazionale. Tra il 1951 e il 1975 fu manager delle ditte Julius Rudert Limited (1951-1957), J.R. Shipping Co. Ltd. (fondata nel 1957) e Regent Line (1963-1975). A partire dagli anni settanta Rațiu allargò la sfera dei propri affari al ramo immobiliare e finanziario. Nel 1971 fondò l'agenzia Regent House Properties Limited, attiva nella compravendita immobiliare nel Regno Unito, in Francia e Stati Uniti. Si stima che nel 2000 il valore patrimoniale delle attività della famiglia Rațiu (passate al figlio Nicolae) fosse di oltre 100 milioni di euro.
Al fianco del ruolo imprenditoriale, Rațiu ebbe anche una posizione di primo piano come promotore culturale dei valori democratici che erano venuti meno in Romania, prima con il regime fascista (1940-1944) e poi con quello comunista (1947-1989). Negli anni cinquanta su di lui vi fu persino una condanna a morte emessa dal segretario del Partito Comunista Rumeno Gheorghe Gheorghiu-Dej. In cinquanta anni di esilio, fu editore ed autore di diversi saggi di analisi storico-politica sulla Romania e membro di diverse organizzazioni in difesa delle libertà individuali dei cittadini rumeni.
Il 29 novembre 1940 fu tra i fondatori a Londra del Comitato nazionale rumeno (rumeno: Comitetul Național Român), organizzazione liberale che dall'estero mirava a screditare i totalitarismi, in particolare quello rumeno. Rațiu fece parte del gruppo dirigente, sotto la presidenza di Viorel Tilea.
Sul finire degli anni cinquanta diede inizio alla pubblicazione del bollettino settimanale di informazione Stampa rumena libera e collaborò regolarmente con le emittenti BBC, Radio Free Europe e Voice of America.
Nel 1957 vide la luce il saggio Politica per l'Occidente (inglese: Policy for the West), in cui criticò l'atteggiamento dei paesi occidentali verso l'Unione Sovietica. Negli anni settanta scrisse il volume Romania contemporanea (pubblicato in francese, inglese e rumeno), in cui analizzò il ruolo del paese nel quadro politico internazionale.
Nel 1979 fondò con la moglie Elisabeth Pilkington la Fondazione Rațiu (rumeno: Fundația Rațiu) e nel 1984 l'Unione mondiale dei rumeni liberi (rumeno: Uniunea Mondială a Românilor Liberi), della quale fu eletto presidente al primo congresso di Ginevra.
Negli anni ottanta iniziò la pubblicazione della rivista mensile bilingue (in inglese e rumeno) Il Rumeno Libero (inglese:The Free Romanian, rumeno: Românul Liber).

## Dopo la rivoluzione del 1989

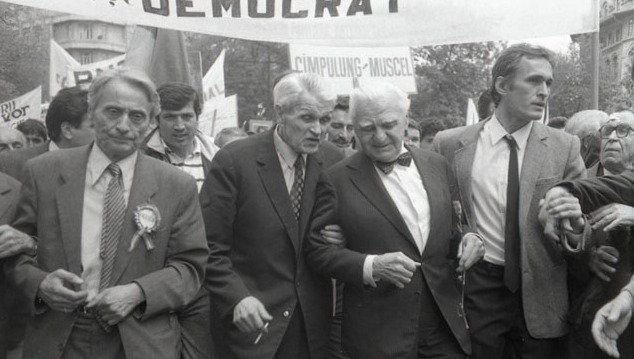
I leader del PNȚCD Ion Diaconescu, Corneliu Coposu e Ion Rațiu

Dopo la rivoluzione romena del 1989 fece ritorno in patria, rifondando il Partito Nazionale Contadino Cristiano Democratico (PNȚCD), al fianco di Corneliu Coposu e divenendo vicepresidente del nuovo gruppo politico. Di ideologia liberale cristianodemocratica, il PNȚCD rappresentò uno dei più influenti partiti di opposizione all'egemone Fronte di Salvezza Nazionale nei primi anni novanta.
Mentre Coposu mantenne la leadership del partito, Ion Rațiu fu il candidato alla funzione di Presidente della Repubblica alle Elezioni presidenziali in Romania del 1990, ottenendo il 4,29% delle preferenze, piazzandosi terzo alle spalle del favorito Ion Iliescu (partito FSN) e del rappresentante del Partito Nazionale Liberale Radu Câmpeanu.
Nel corso della stessa tornata elettorale del 1990, per le elezioni parlamentari, fu eletto deputato alla camera per il Distretto di Cluj. Fu riconfermato anche alle elezioni del 1992. Alle elezioni del 1996 si candidò nel distretto di Arad, ottenendo l'elezione anche in questa legislatura. Fu vicepresidente della camera tra il 1992 e il 1995.
Il 10 maggio 1991 rifondò insieme a Doina Bâscă l'importante giornale Cotidianul.
Ion Rațiu morì a Londra nel 2000 al termine di una breve malattia. In base alle sue volontà fu sepolto nella città natale di Turda. Rațiu era fedele della Chiesa greco-cattolica rumena ma, a causa delle differenti credenze religiose, gli fu negata la sepoltura vicino ai propri avi, tra i quali il nonno Nicolae, nel cimitero della chiesa dell'Assunzione (rumeno:Adormirea Maicii Domnului) di Turda, che era stata fondata dalla famiglia Rațiu secondo il rito unito, ma che dal 1948 era diventata un'istituzione di dottrina ortodossa rumena, come risultato dell'interdizione del rito greco-cattolico unito disposto dalle autorità comuniste. La stessa cerimonia di sepoltura, infatti, fu celebrata all'aperto, all'esterno della chiesa, per rifiuto del parroco ortodosso di officiarla. Fu sepolto, quindi, al Cimitero centrale di Turda.
Fu insignito post-mortem del titolo di membro dell'Accademia degli Uomini di Scienza della Romania (rumeno: Academiei Oamenilor de Știință din România).

## Vita privata
Nel 1945 sposò Elisabeth Pilkington, ragazza cresciuta nel Lancashire e figlia del colonnello Guy Reginald Pilkington, proveniente da una famiglia di industriali nel campo del vetro. Allo scoppio della seconda guerra mondiale Elisabeth servì per due anni nella Croce Rossa in un ospedale di Manchester e, poi, studiò scienze sociali alla London School of Economics, dove conobbe Rațiu.
Ebbe due figli: Indrei e Nicolae.

## Eredità

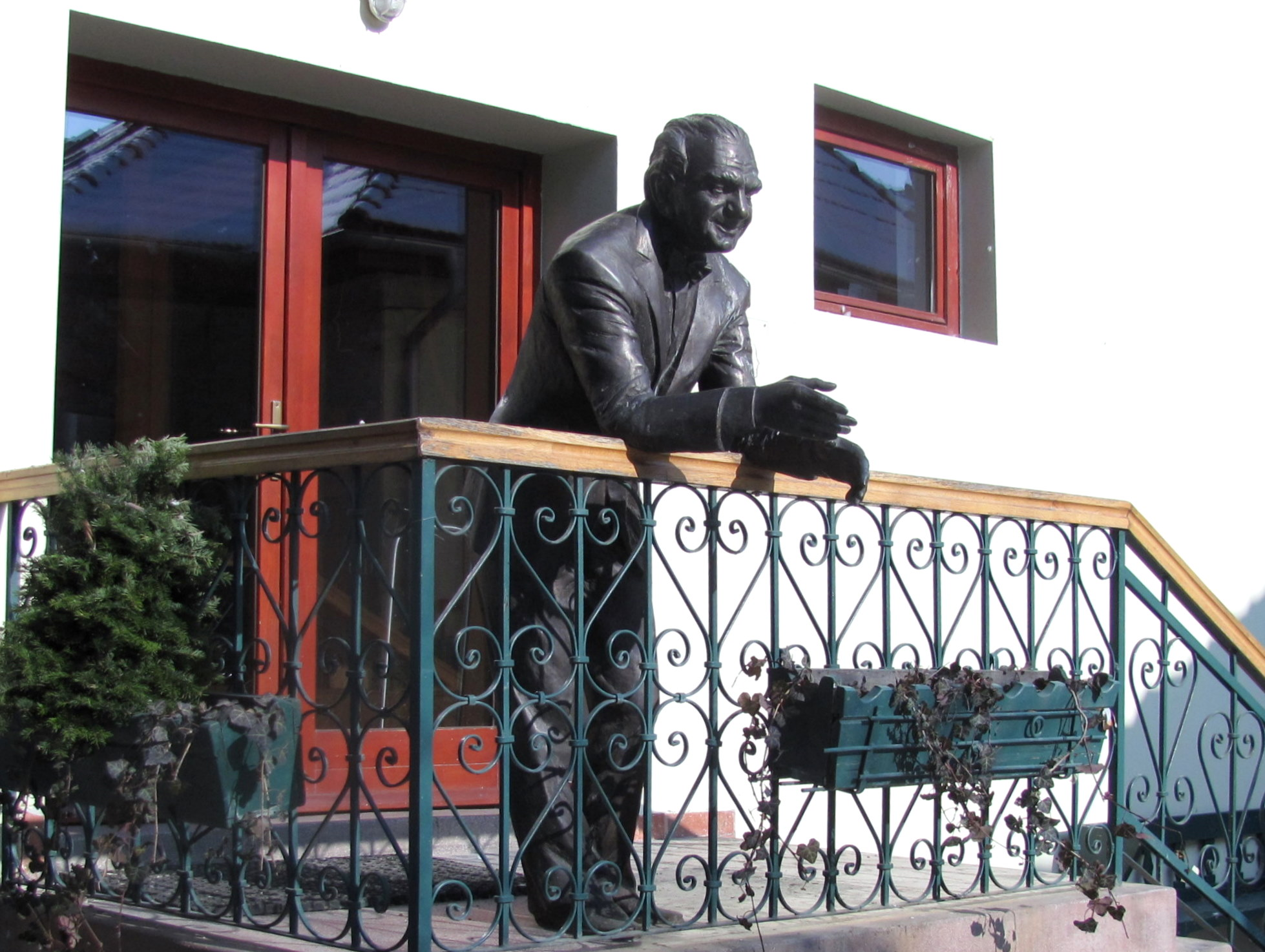
La statua di Ion Rațiu nel cortile del Centro Rațiu per la Democrazia a Turda

Come da volontà testamentarie, il collegio nazionale George Barițiu di Cluj-Napoca istituì ogni anno il premio "Ion Rațiu".
Su iniziativa di Indrei, nel luglio 2004 a Turda nacque il Centro Rațiu per la Democrazia (rumeno: Centrul Rațiu Pentru Democrație), organizzazione non governativa che si proponeva di portare avanti gli ideali promossi da Ion Rațiu. Nello specifico, di incoraggiare i valori e i comportamenti legati alla democrazia attraverso l'istituzione di programmi di cooperazione a livello locale e internazionale. Il Centro fu sostenuto dall'Università Babeș-Bolyai di Cluj-Napoca e dall'istituto tecnico "Ioan Rațiu" di Cluj, e finanziato dalla Fondazione Rațiu di Londra.
Nel 2009, per volere dei familiari, furono donati alla biblioteca dell'Università di Cluj 5.700 volumi appartenuti a Ion Rațiu e Viorel Tilea.

## Opere
- (EN) Ion Rațiu, Policy for the West, Londra, Harvill, 1957.
- (RO) Ion Rațiu, Bessarabia, a Romanian Land, Londra, 1968.
- (FR) Ion Rațiu, La Roumanie d'aujourd'hui: sa place dans le monde, Parigi, Jean Grassin editeur, 1975.
- (EN) Ion Rațiu, Contemporary Romania: her place in world affairs, Richmond, Foreign Affairs Publishing, 1975.
- (RO) Ion Rațiu, România de astăzi: comunism sau independență?, Londra, 1977.
- (RO) Ion Rațiu, Lupta națională în actuala conjunctură internațională, Parigi, Editions Laumond, 1978.
- (RO) Ion Rațiu, Cartea Memorandului, Londra, 1979.
- (RO) Ion Rațiu, România de mâine: Poziția Occidentului: rolul românilor din exil, Londra, Românul Liber, 1986.
- (RO) Ion Rațiu, Moscova sfidează lumea, Timișoara, Signata, 1990.
- (RO) Ion Rațiu, Cine mă cunoaște în țară așa cum sunt?, Bucarest, Progresul Românesc, 1991.
- (RO) Ion Rațiu, In fine, acasa. Note zilnice: Decembrie 1989-Decembrie 1990, Bucarest, Univers, 1999.
- (RO) Ion Rațiu, Din zilele unei democratii originale. Note zilnice: Ianuarie-Decembrie 1991, Bucarest, Regent House Printing and Publishing, 2001.
- (RO) Ion Rațiu, Istoria unei candidaturi deturnate: note zilnice: ianuarie - decembrie 1992, Bucarest, Regent House Printing and Publishing, 2001.
- (RO) Ion Rațiu, Marele lobby: Romania in NATO. Note zilnice: Ianuarie-Decembrie 1994, Bucarest, Regent House Printing and Publishing, 2002.
- (RO) Ion Rațiu, Tirania Majoritatii. Note zilnice: Ianuarie-Decembrie 1993, Bucarest, Regent House Printing and Publishing, 2002.